# Love Takes Time
A Love Takes Time Mariah Carey amerikai énekesnő második kislemeze bemutatkozó albumáról. A dal Carey második listavezető száma lett az USA-ban és Kanadában, máshol azonban nem aratott ekkora sikert.
A dalt Mariah Carey és Ben Margulies már a második albumra szánták (ami később Emotions címmel jelent meg), Tommy Mottola és a Sony/Columbia más vezetőinek azonban annyira megtetszett a dal, amikor Carey lejátszotta nekik a promóciós turnéja után, hogy ragaszkodtak hozzá, hogy rákerüljön az első albumra. A producernek, Walter Afanasieffnek csak pár napja maradt, hogy elkészítse a dal végleges változatát. Carey szeretett volna a dal társproducere lenni, de nem engedték neki.
Az album egyes változataira rákerült ugyan a szám, de a borítón nem tüntették fel.

## Fogadtatása
A Love Takes Time Amerikában az első kislemezhez, a Vision of Love-hoz hasonló sikert ért el, a Billboard Hot 100-on töltött kilencedik hetén felért a slágerlista első helyére, ahol 1990. november 10-étől november 24-éig maradt. Összesen tizenhét hétig volt a Top 40-ben, és aranylemez lett. Felkerült több más Billboard listára is, az év végi listákon azonban nem szerepelt jól, mert év végén jelent meg és sikerei egy részét már 1991-ben aratta. Az 1990-es év végi listán 76., az 1991-esen 69. lett.
Más országokban a Love Takes Time nem közelítette meg a Vision of Love sikerét, kivéve Kanadát, ahol egy hétig szerepelt a slágerlisták élén, és a Fülöp-szigeteket, ahol szintén listavezető lett. Ausztráliában csak a Top 20-ba került be, az Egyesült Királyságban a Top 40-be.
A dalt kevesebb díjra jelölték, mint a Vision of Love-ot, de a BMI Pop Awardot elnyerte (az év dala kategóriában).

## Videóklip
A dal videóklipjét Jeb Bien és Walter Maser rendezte. A klipben Carey a tengerparton sétál, miután barátja elhagyta. Ahogy az előző klipnél is történt, Careynek nem sok beleszólása volt a dolgokba, és nem is volt elégedett az eredménnyel, ezért nem került fel az 1999-ben megjelent #1's DVD-re.

## Változatok
USA kislemez (CD, kazetta, 7" kislemez)
1. Love Takes Time (album version)
2. Sent from up Above (album version)

Brit CD
1. Love Takes Time (album version)
2. Vanishing (album version)
3. You Need Me (album version)

## Helyezések
| Slágerlista (1990)                             | Legmagasabb helyezés |
| ---------------------------------------------- | -------------------- |
| USA ARC Weekly Top 40                          | 1                    |
| USA Billboard Hot 100                          | 1                    |
| USA Billboard Hot R&B/Hip-Hop Singles & Tracks | 1                    |
| USA Billboard Adult Contemporary               | 1                    |
| Ausztrália, ARIA kislemezlista                 | 14                   |
| Brit kislemezlista                             | 37                   |
| Fülöp-szigeteki kislemezlista                  | 1                    |
| Izraeli kislemezlista                          | 1                    |
| Kanadai kislemezlista                          | 1                    |
| Német kislemezlista                            | 75                   |
| Új-zélandi RIANZ kislemezlista                 | 9                    |